# Palinuroïdeus
Els palinuroïdeus (Palinuroidea) són una antiga superfamília de crustacis decàpodes de l'abandonat l'infraordre Palinura. Els representants més coneguts són les llagostes (palinúrids) i les cigales (escil·làrids).

## Sistemàtica
La superfamília Palinuroidea (Latreille, 1802) es dividia en 3 famílies:
- Els palinúrids (Palinuridae) Latreille, 1802
- Els escil·làrids (Scyllaridae) Latreille, 1825
- Els sinàxids (Synaxidae) Bate, 1881

A la zona dels Països Catalans només es troben exemplars de les famílies dels palinúrids i dels escil·làrids.

## Referències

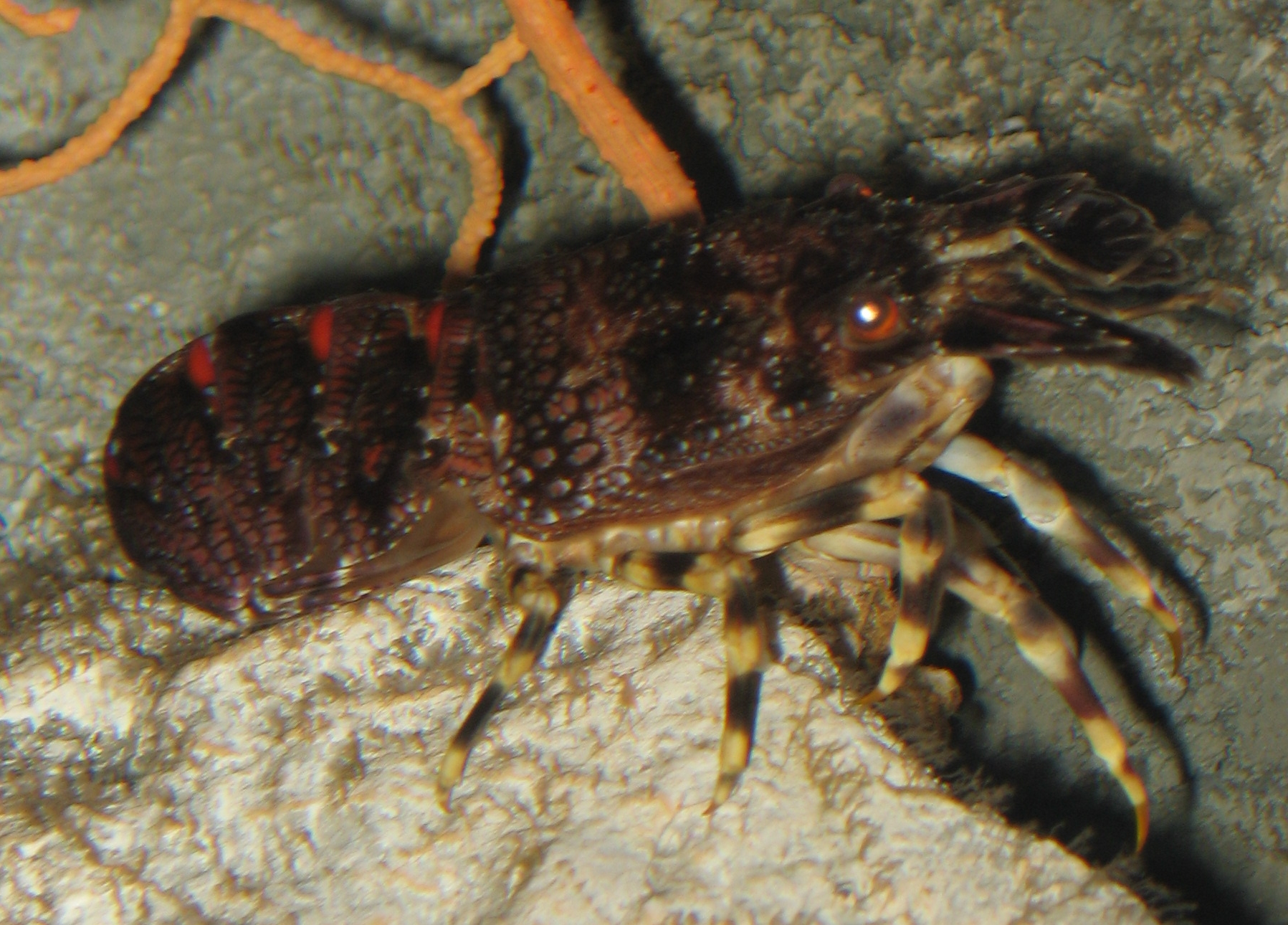
Scyllarus arctus, una cigala